# Воскресенська Зоя Іванівна
Зоя Воскресенська (28 квітня 1907, Узлова, Російська імперія — 8 січня 1992, Москва, Росія) — радянська розвідниця і дитяча письменниця. Лауреат Державної премії СРСР (1968). Полковник. Почесний громадянин Тульської області.

## Біографія
Зоя Воскресенська народилась 15 (28) квітня 1907 року в родині помічника начальника залізничної станції Вузлова (нині Тульської області).
У 14 років стала бібліотекарем 42-го батальйону ВЧК Смоленської губернії, в 1923 році була політруком в колонії малолітніх правопорушників. У 1928 році перейшла на роботу в Задніпровський райком РКП (б) Смоленська. У 1928 році переїхала до Москви і з серпня 1929 року розпочала працювати в Іноземному відділі ОГПУ — у зовнішній розвідці. Член ВКП (б) з 1929 року.
Перша поїздка на розвідувальну роботу у Зої Воскресенської була в Харбін, де значилася секретарем синдикату «Союзнафти», протягом двох років успішно виконувала відповідальні розвідзавдання під час гострої боротьби на КСЗ.
З 1932 року очолювала Іноземний відділ постійного представництва ОГПУ в Ленінграді.
Пізніше була на розвідувальній роботі в Латвії, Німеччини та Австрії.
З 1935 по 1939 рік — заступник резидента розвідки НКВС у Фінляндії. Офіційно виконувала обов'язки керівника радянського представництва ВАО «Інтурист» в Гельсінкі. У 1936 році до Фінляндії була резидентом під прикриттям посади консула (пізніше — другий секретар повпредства) приїхав Б. А. Рибкін («Ярцев», «Кін»). Спочатку у резидента і його зама ділові стосунки не складалися. «Ми сперечалися з кожного приводу! — згадувала Зоя Іванівна. — Я… просила Центр відкликати мене». У відповідь було наказано допомогти новому резиденту увійти в курс справи, а потім повернутися до цього питання".
Надалі Воскресенська-Рибкіна взаємодіяла з П. А. Судоплатовим (у майбутньому генерал-лейтенант, начальник спеціального управління НКВС).
У Москву повернулася перед самою війною з Фінляндією. Стала одним з основних аналітиків розвідки.
На початку Великої Вітчизняної війни займалася підбором, організацією. навчанням і перекиданням за лінію фронту диверсійних груп.
З кінця 1941 по березень 1944 року знаходилася в Швеції в якості прес-секретаря радянського посольства.
Після повернення в Москву займалася аналітичною роботою в центральному апараті розвідки, дослужилася до начальника німецького відділу, виїжджала у відрядження до Берліна з оперативним завданням.
У 1953 році, після арешту П. А. Судоплатова, виступила на його захист.
У 1953 році була звільнена з розвідки, в 1955 році направлена у Воркутинський ВТТ (один з таборів ГУЛАГу) начальником спецчастини, де прослужила близько двох років.
У 1956 році вийшла на пенсію у званні полковника МВС СРСР і зайнялася літературною діяльністю.
У 1965 році була прийнята в члени СП СРСР. Тільки за період з 1962 по 1980 роки її книги були опубліковані накладом в 21 мільйон 642 тисячі примірників.
Вже важко хвора, вона написала книгу «Тепер я можу сказати правду». Вона померла 8 січня 1992 року, а книга у видавництві «Олма-Пресс» вийшла в грудні 1992 року.
З. І. Воскресенська похована в Москві на Новодівичому кладовищі.

## Родина
- Брати — Микола (нар. 1910) і Євген (нар. 1913)
- Перший чоловік (1927—1929) — Володимир Казутін, комсомольський і партійний активіст (розлучення)
- Син — Володимир Володимирович Казутін (рід. 1928)
- Другий чоловік — Борис Аркадійович Рибкін (1899—1947), радянський розвідник і дипломат.
- Син — Олексій Борисович Рибкін (1944—2009).

## Твори
- 1962 — «Крізь крижану імлу» (переклад українською мовою — 1966, Веселка, перекладач — Д. Окийченко);
- «Зойка і її дядечко Санька» — М.: Детгиз, 1962
- «Зустріч» — М.: Детгиз, 1963
- «Серце матері» — М.: Дитяча література, 1965
- «Антошка» — М.: Дитяча література, 1966
- «Ранок» — М.: Дитяча література, 1967
- «Секрет» (розповіді про сім'ю Ульянових). — М.: Дитяча література, 1967, 1969, 1970, 1972, 1977, 1984
- «Дівчинка в бурхливому морі» — М.: Дитяча література, 1969
- «Дороге ім'я» — М.: Дитяча література, 1970
- «Пароль -» Надія "" — М.: Дитяча література, 1972
- 1973 — «Рот Фронт», «Батькова вишня»
- Зібрання творів у 3-х т. — М.: Дитяча література, 1974—1975. — 300 000 прим.
- Слово про Великий Законі. — М.: Дитяча література, 1977, 1978, 1980
- Надія. — М.: Дитяча література, 1979
- 1980 — «Повісті та оповідання про Леніна»
- «Батькова вишня» — М.: Дитяча література, 1980. — 16 стор. — 2 000 000 прим.
- «Консул» (роман у двох книгах). — М.: Дитяча література, 1981. — 600 стор. — 200 000 прим.
- Бабуся Параскева. — М.: Дитяча література, 1980, 1983
- «Гніздо на балконі» — М.: Дитяча література, 1981
- У цей пам'ятний травневий день. — М.: Дитяча література, 1981
- Місячна тінь. — М.: Дитяча література, 1983
- 1984 — «Надія», «Петя-пересмішник»
- Ігорьок і Сивка-бурка. — М.: Малюк, 1990.
- «Тепер я можу сказати правду». — М.: Республіка, 1993. — 224 с. — 35000 екз. — ISBN 5-250-02042-9.
- «Під псевдонімом Ірина: записки розвідниці». — М.: Современник, 1997. — 350 с. — ISBN 5-270-01829-2.

## Фільмографія

### Сценарії
- 1965 — Серце матері (фільм, 1965)
- 1966 — Вірність матері
- 1973 — Надія(фільм, 1973)

### Фільми про Зою Воскресенську
- 2011 рік  — Поєдинки. Два життя полковника Рибкіної (реж. Леонід Белозорович)

## Нагороди
- Державна премія СРСР (1968) — за сценарій і літературну основу фільму «Серце матері» (1965)
- Премія Ленінського комсомолу (1980) — за книгу «Надія»
- Орден Леніна (06.05.1977)
- Орден Жовтневої Революції (12.08.1987)
- Орден Трудового Червоного Прапора
- Орден Вітчизняної війни I ступеня (1985)
- Два ордена Червоної Зірки
- Медаль «За бойові заслуги» та інші
- Заслужений працівник НКВД (1940)